# Rondibilis vittata
Rondibilis vittata là một loài bọ cánh cứng trong họ Cerambycidae.